# Beesonia dipterocarpi
Beesonia dipterocarpi är en insektsart som beskrevs av Green 1926. Beesonia dipterocarpi ingår i släktet Beesonia och familjen Beesoniidae. Inga underarter finns listade i Catalogue of Life.